# The Bakery
The Bakery é um curta-metragem mudo norte-americano de 1921, do gênero comédia, dirigido e estrelado por Larry Semon com Oliver Hardy.

## Elenco
- Larry Semon - Larry
- Oliver Hardy - (como Babe Hardy)
- Frank Alexander - Bakery Owner
- Norma Nichols

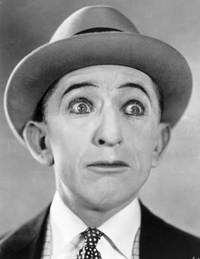
Larry Semon

- William Hauber - (como Bill Hauber)
- Grover Ligon
- Eva Thatcher
- Pete Gordon
- Jack Duffy - (não creditado)
- Al Thompson - (não creditado)